# إميليو دياز
إميليو دياز (بالإسبانية: Emilio Díaz)‏ هو سباح إسباني، ولد في 18 أبريل 1940 في ولبة في إسبانيا.

## وصلات خارجية
- إميليو دياز على موقع أوليمبيديا (الإنجليزية)